# Glaucofytter
Glaucophyta eller glaucofytter er en lille gruppe mikroskopiske ferskvandsalger.
Glaucofytternes kloroplaster er mere primitive end hos andre organismer, hvilket menes at være en rest af den endosymbiotiske oprindelse af algerne. Glaucofytternes grønkorn udfører en særlig form for fotosyntese, som de har tilfælles med Cyanobakterier og Rødalger, mens denne form ikke forekommer i planter og grønalger.
Glaucofytterne er derfor at stor interesse for biologer, der studerer udviklingen af kloroplaster.